# Scrapter heterodoxus
Scrapter heterodoxus là một loài Hymenoptera trong họ Colletidae. Loài này được Cockerell mô tả khoa học năm 1921.